# Сертюрнер, Фридрих
Фридрих Вильгельм Адам Сертюрнер (также Зертюрнер, нем. Friedrich Wilhelm Adam Sertürner, 19 июня 1783, Нойхаус (ныне — в составе Падерборна) — 20 февраля 1841, Хамельн) — немецкий фармацевт, который открыл морфин в 1804 году. По другим данным, морфин выделил годом ранее французский химик и фармацевт Жан-Франсуа Дерон (1774—1855).
Работая учеником фармацевта в Падерборне, он впервые выделил чистый морфин из опия. Выделенный алкалоид он испытал на себе и своих друзьях и назвал «морфий» в честь греческого бога сновидений Морфея:558. Современное название «морфин» предложил Гей-Люссак. Вообще это был первый алкалоид, выделенный из растения.
В 1821 году женился на Элеоноре фон Реттберг, дочери подполковника Леопольда Кристофа фон Реттберга. Имел дочь Иду.
В последующие годы, он исследовал эффекты морфина. Однако, морфин стал широко использоваться только после 1815 года. В 1809 году Сертюрнер открыл свою первую аптеку в Айнбеке. В 1822 году он купил аптеку в Хамельне, где и проработал оставшуюся жизнь до 1841 года. В последние годы жизни страдал расстройствами, вызванными пристрастием к собственному изобретению — морфию.
Именем Сертюрнера названы улицы во многих городах Германии — Бонне, Хамельне, Айнбеке и Мюнстере. Также в его честь больница Айнбека названа его именем.